# Janitsa
Janitsa (gr. Γιαννιτσά) – miasto w Grecji, w regionie Macedonia Środkowa, w jednostce regionalnej Pella. Siedziba gminy Pella. W 2011 roku liczyło 29 789 mieszkańców.